# 2012 (film)
A 2012 2009-ben bemutatott amerikai–kanadai katasztrófafilm, melyet Roland Emmerich rendezett. A főbb szerepekben John Cusack és Amanda Peet látható.

## Cselekmény
2009-ben dr. Adrian Helmsley amerikai geológus meglátogatja dr. Satnam Tsurutanit Indiában. Dr. Satnam felfedezte, hogy egy hatalmas napkitörésből származó neutrínók miatt a Föld magjának hőmérséklete gyorsan növekszik. Adrian tájékoztatja a Fehér Ház kabinetfőnökét, Carl Anheusert és az Amerikai Egyesült Államok elnökét, Thomas Wilsont, hogy ez a jelenség természeti katasztrófák sorozatát idézi elő.
2010-ben Wilson a G8 találkozón megosztja információit a világ más vezetőivel és közösen elindítanak egy titkos projektet, amelynek célja az emberiség fennmaradásának biztosítása. A Himalája hegységben, a tibeti Cho Mingben bárkák építésébe kezdenek. A projektet a magánszektor is támogatja: jegyeket árulnak a bárkákra.
2011-ben dr. Laura Wilson, az amerikai elnök lányának vezetésével a világ műkincseinek egy részét elkezdik összegyűjteni és egy titkos svájci bunkerbe szállítani. Az elnök lánya abban a tudatban vezeti a projektet, hogy azzal terrortámadásoktól menti meg a kincseket – később kiderül, hogy a valódi cél a relikviák bárkákra szállítása.
2012-ben Jackson Curtis Los Angeles-i tudományos-fantasztikus író részmunkaidőben limuzinsofőrként dolgozik az orosz milliárdos Jurij Karpovnál. Jackson volt felesége, Kate és gyermekeik, Noah és Lily Kate új párjával, Gordon Silbermannel élnek. Jackson Noah-t és Lilyt kirándulni viszi a Yellowstone Nemzeti Parkba, ahol megismerkednek Charlie Frost rádiós műsorvezetővel. Charlie utal Charles Hapgood professzor elméletére, miszerint a földkéreg elmozdulhat, pólusváltás történhet, valamint arra is, hogy a maja naptár szerint 2012. december 21-én bekövetkezik az apokalipszis. Charlie bizalmas információkat is kapott kormányközeli tudósoktól, köztük egy térképet arról, hol épülnek a hajók, melyről azt hiszi, űrhajók. Azokat, akik a világot figyelmeztetni próbálták a katasztrófára, kiiktatták, köztük a NASA-tudóst is, akit Curtis személyesen ismert.
A család  a fokozódó földrengések miatt idő előtt visszatér a nyaralásból. Jackson gyanakodni kezd a világvége közeledésére, ezért bérel egy repülőgépet, hogy megmentse családját. Összegyűjti családját és Gordont és a Cessna 340-en elmenekülnek Los Angelesből, amikor a város a Csendes-óceánba süllyed.
Jacksonék Yellowstone-ba repülnek, megszerezni Charlie térképét. Charlie meghal, amikor a kaldera kitör. A térkép szerint Kínába kell eljutniuk, de a kitörés miatt Las Vegasban landolnak. Találkoznak Karpovval, annak ikerfiaival, barátnőjével, Tamarával – akinek a plasztikai műtétjét Gordon végezte – és Sashával, a pilótájával. A csoport egy Antonov 500 repülőgépen menekül Kínába. A kaldera kitörése miatt megkezdik a Fehér Ház kiürítését. Wilson elnök úgy dönt, Washington D. C.-ben marad. Anheuser lesz az Amerikai Egyesült Államok átmeneti vezetője, mivel sem az alelnök, se a házelnök nem száll fel az Air Force One-ra.
Jacksonék – a földkéreg elcsúszásának köszönhetően – megérkeznek Kínába, a landolás során Sasha életét veszíti. Karpovot és fiait, akik beszállókártyával rendelkeznek, elszállítják a rájuk találó kínaiak. A Curtis családot, Gordont és Tamarát Nima, egy buddhista szerzetes veszi fel autójára, akinek testvére, Tenzin a bárkaépítésen dolgozik és titkokban fel akarja csempészni a családját a hajóra. Miközben a hidraulikus kamrán keresztül próbálnak feljutni a bárkára, egy rengés miatt a csoport kettészakad, Gordon életét veszíti, Tenzin pedig megsérül. A hidraulikus kamrában a fogaskerekek közé szorult tárgy miatt a bárka ajtaja nem zárható, emiatt a motor sem indítható be. Mivel az elkészült bárkákból egy nem tudott elindulni, sok utas rekedt kint. Az embertelenség ellen felszólaló Adrian javaslatára a bárkák ajtajait kinyitják, így mindenki felszállhat. Eközben óriási árhullám közeledik a bárkák felé, a nyitott ajtón a víz betör a bárkába. Elárasztja azokat a kamrákat, ahol Curtisék tartózkodnak, Tamara életét veszíti. A bárka elsodródik és félő, hogy a Mount Everestnek ütközik. Curtis vállalja, hogy kiszedi a beszorult tárgyat, így a motor beindítható.
Az 1. év 1. hónap 27. napjára a szökőárból származó globális árvizek visszahúzódnak, a három bárka a dél-afrikai Jóreménység foka felé indul. Kiderül, hogy már a Drakensberg-hegységben található a világ legmagasabb pontja. Jackson újra együtt van Kate-tel és családjával, Adrian pedig randevúra hívja Laurát.

## Szereplők
| Színész          | Szerep              | Magyar hang      |
| ---------------- | ------------------- | ---------------- |
| John Cusack      | Jackson Curtis      | Forgács Péter    |
| Amanda Peet      | Kate Curtis         | Pikali Gerda     |
| Chiwetel Ejiofor | Dr. Adrian Helmsley | Kálid Artúr      |
| Thandiwe Newton  | Laura Wilson        | Németh Borbála   |
| Oliver Platt     | Carl Anheuser       | Csankó Zoltán    |
| Tom McCarthy     | Gordon Silberman    | Czvetkó Sándor   |
| Woody Harrelson  | Charlie Frost       | Stohl András     |
| Danny Glover     | Thomas Wilson elnök | Blaskó Péter     |
| Liam James       | Noah Curtis         | Glósz András     |
| Morgan Lily      | Lilly Curtis        | Győriványi Laura |